# St. Benediktus (Düsseldorf-Heerdt)

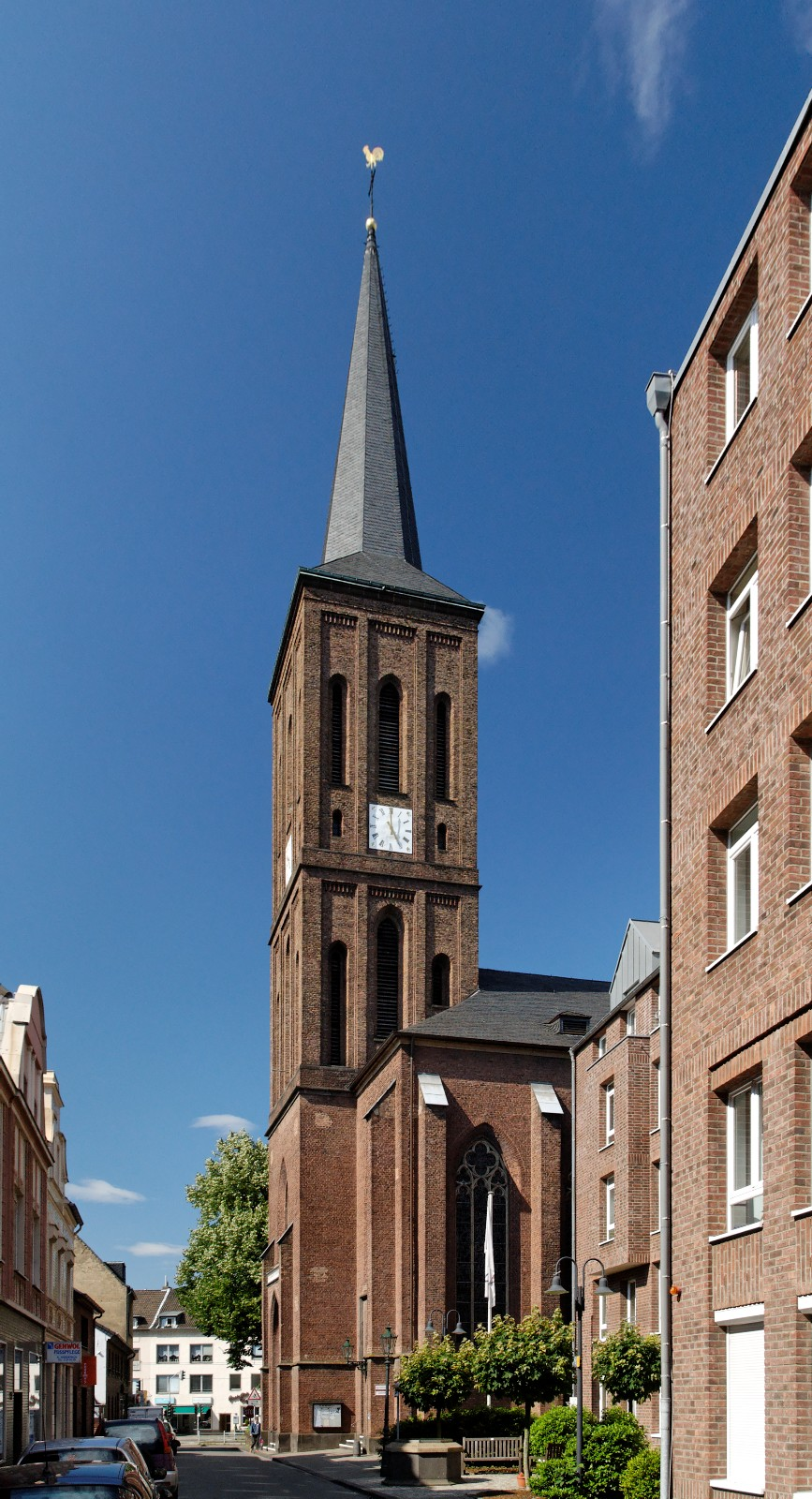
St.-Benediktus-Kirche

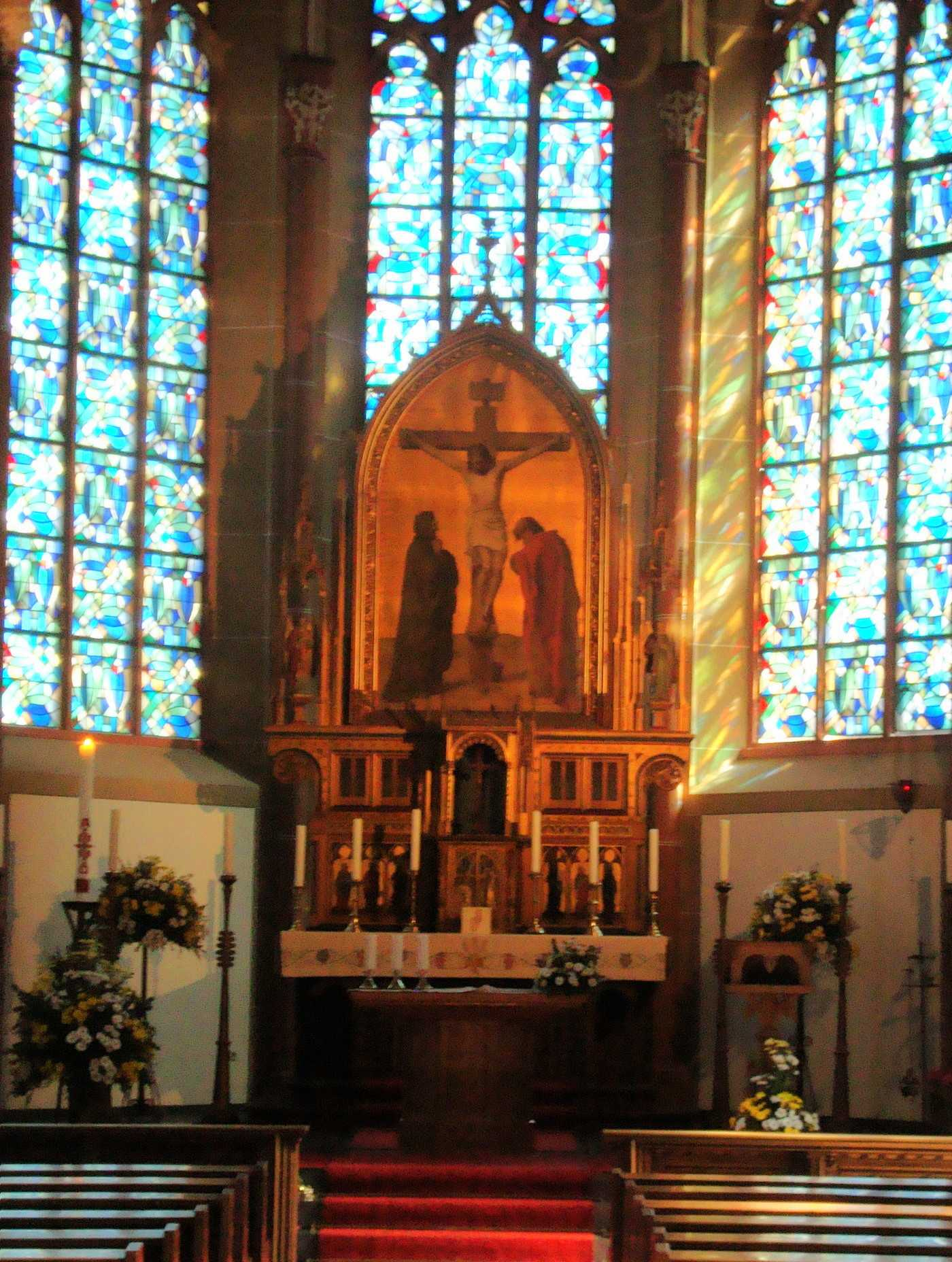
„Maria und Johannes unter dem Kreuz,“ 1873, Düsseldorf-Heerdt, St. Benediktus

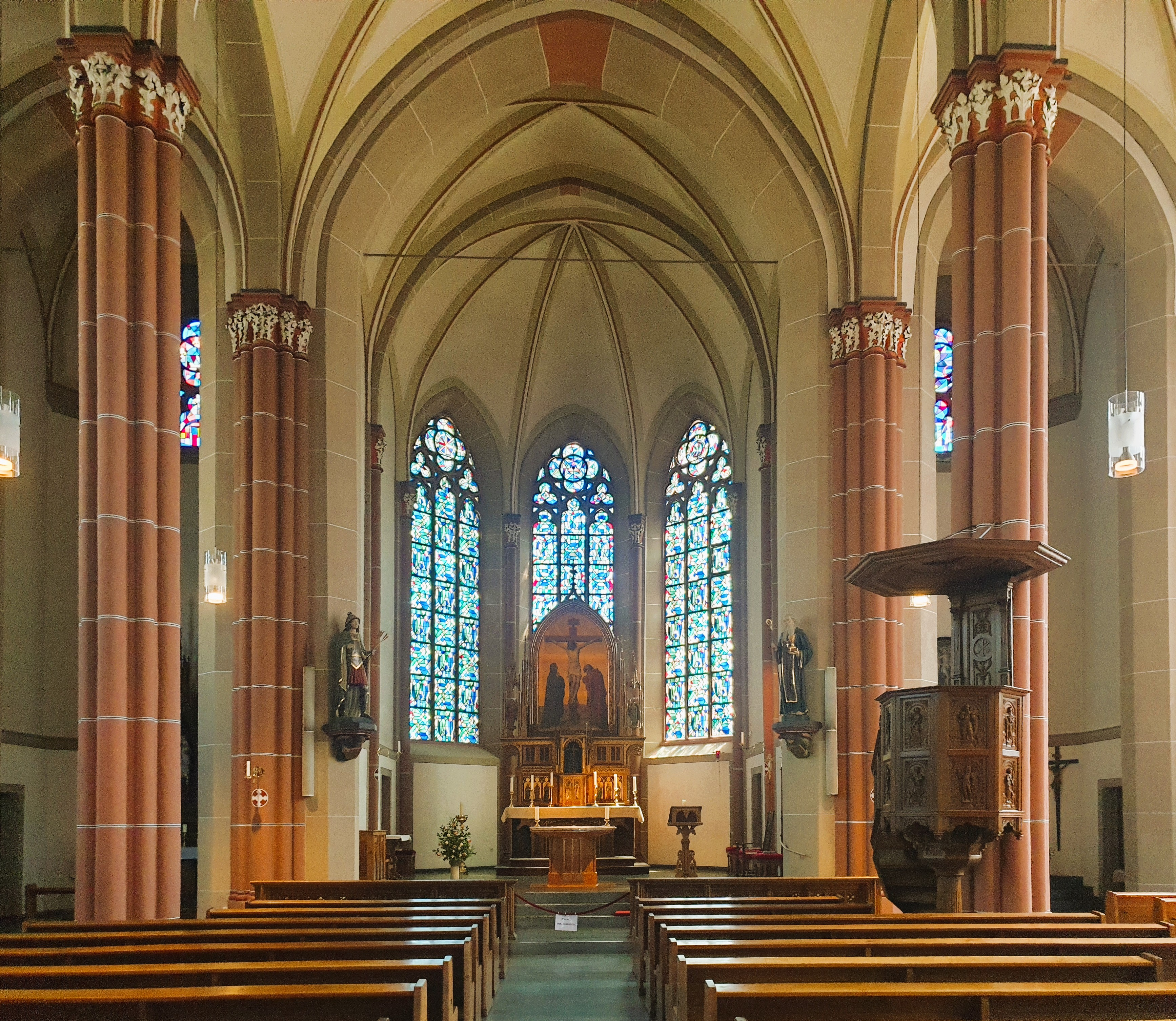
Blick durch das Langhaus Richtung Chor

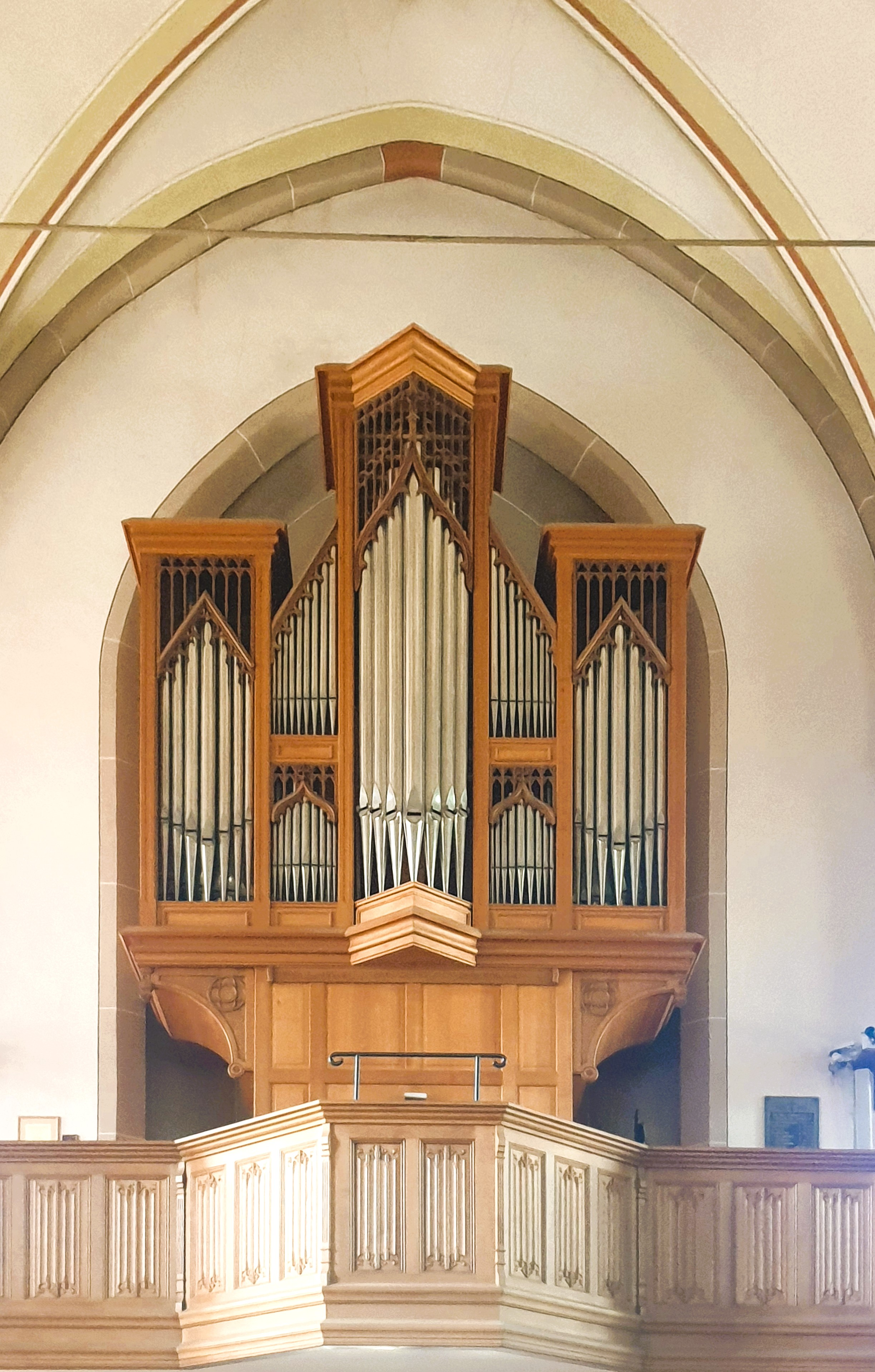
Die Späth-Orgel

Die neugotische römisch-katholische Kirche und ehemalige Pfarrkirche St. Benediktus in Düsseldorf-Heerdt ist das einzige Benediktspatronium im Erzbistum Köln. Es bezieht sich auf den heiligen Benedikt von Nursia, den Ordensheiligen der Neusser Benediktinerinnen, zu denen der Hof Heerdt im Mittelalter gehörte. Am 1. Januar 2015 fusionierte die gleichnamige Pfarrei mit den übrigen drei linksrheinisch gelegenen Düsseldorfer Pfarrgemeinden zur neuen Pfarrei St. Antonius und Benediktus. 

## Geschichte
Heerdt ist der älteste der linksrheinischen Stadtteile Düsseldorfs. Seit 1100 ist der Heerdter Hof nachgewiesen, der sich im Besitz des Neusser Quirinusstifts befand. Um 1200 wurde bereits eine Kirche im romanischen Stil errichtet, deren Patronat auch St. Quirinus gehörte. Diese Kirche musste 1843 wegen Baufälligkeit abgerissen werden.
Zwischen 1844 und 1847 wurde die heutige Benediktskirche erbaut. Die Pläne stammten vom Krefelder Stadtbaumeister Heinrich Johann Freyse. Ende des 19. Jahrhunderts erfolgte der Einbau der Farbfenster. Nach der Beschädigung im Zweiten Weltkrieg wurden diese in den 1950ern ersetzt. Die heutige Orgel stammt aus dem Jahr 1983.

## Architektur
St. Benediktus wurde als eine der ersten Kirchen am Niederrhein im neugotischen Stil errichtet.
Die Kirche hat eine dreischiffige Halle in Anlehnung an den spätgotischen Kirchenbaustil des 15. Jahrhunderts. Die gotischen Gewölbe sind gemauert.
Der Hochaltar folgt ebenfalls dem neugotischen Stil. Das Altarbild stammt von Heinrich Lauenstein und zeigt Maria und Johannes unter dem Kreuz. Teile einer Kanzel aus dem Jahr 1600 im Renaissancestil wurden mit verbaut.
Im November 2006 wurde eine neue Uhr mit goldenen Zeigern auf weißem, quadratischem Hintergrund an allen vier Seiten des Kirchturms installiert.

## Orgel
Die Orgel wurde 1983 von der Orgelbaufirma Freiburger Orgelbau Späth erbaut. Das Schleifladen-Instrument hat 27 Register, plus 2 Transmissionen auf zwei Manualen und Pedal. Die Spiel- und Registertrakturen sind mechanisch.
| I Hauptwerk C–g3 |             |       |
| 1.               | Bourdon     | 16′   |
| 2.               | Prinzipal   | 8′    |
| 3.               | Rohrflöte   | 8′    |
| 4.               | Gambe       | 8′    |
| 5.               | Oktave      | 4′    |
| 6.               | Spitzflöte  | 4′    |
| 7.               | Oktave      | 2'    |
| 8.               | Mixtur IV-V | 1 ⁄3′ |
| 9.               | Cornet V    | 8′    |
| 10.              | Trompete    | 8′    |

| II Schwellwerk C–g3 |                 |       |
| 11.                 | Bourdon         | 8′    |
| 12.                 | Salicional      | 8′    |
| 13.                 | Schwebung       | 8′    |
| 14.                 | Gedecktflöte    | 4′    |
| 15.                 | Prinzipal       | 4′    |
| 16.                 | Flageolett      | 2′    |
| 17.                 | Sesquialtera II | 2 ⁄3′ |
| 18.                 | Plein jeu V     | 2′    |
| 19.                 | Dulcian         | 16′   |
| 20.                 | Oboe            | 8′    |
| 21.                 | Clairon         | 4′    |
|                     | Tremulant       |       |

| Pedalwerk C–f1 |                      |       |
| 22.            | Prinzipalbass        | 16′   |
| 23.            | Subbass              | 16'   |
| 24.            | Oktavbass            | 8′    |
| 25.            | Pedalgambe (= Nr. 4) | 8′    |
| 26.            | Bassflöte            | 4′    |
| 27.            | Hintersatz V         | 2 ⁄3′ |
| 28.            | Posaune              | 16′   |
| 29.            | Trompete (= Nr. 10)  | 8′    |

- Koppeln: II/I, I/P, II/P